# Havasi csóka
A havasi csóka vagy sárgacsőrű csóka (Pyrrhocorax graculus) a madarak (Aves) osztályának verébalakúak (Passeriformes) rendjébe és a varjúfélék (Corvidae) családjába tartozó faj. Két alfaja a magashegységekben költ Spanyolország keleti részeitől kezdve, Dél-Európán át, Észak-Afrikáig, Közép-Ázsiáig, egészen Kína és India magashegységeiig. Képes nagyobb magasságokban költeni, mint más madárfajok. Tojása is alkalmazkodott a ritkás levegőjű környezeti viszonyokhoz. Ez abban mutatkozik meg, hogy nagyobb az oxigénfelvétele és kevesebb vizet veszít.
Tollazata fényes, fekete színű, csőre sárga, lába vörös, hangja jellegzetes. Könnyed, akrobatikus röpte van, mely során teljesen kitárja szárnytollait. Egy életre együtt marad párjával és fészkelőhelyéhez is ragaszkodik, ami igen gyakran egy üreg, vagy nagyobb repedés a meredek sziklafalakon. Fészkét gallyakkal béleli, melybe a tojó három-öt fehéres alapszínű, barna pöttyös tojást rak le. Többnyire csapatban jár táplálékért a lelegeltetett füves rétekre, ahol nyaranta főleg gerinctelen állatokat, míg télen növényi eredetű táplálékot fogyaszt. Szívesen megjelenik a turisták által látogatott helyeken, ahol akár további élelemforráshoz is juthat.
Ragadozónak és élősködőnek tartott faj. A mezőgazdasági technológiák változása egyes populációinak csökkenését eredményezte, de mindazonáltal kiterjedt élőhelye és jelentős állománya miatt globális szinten nem veszélyeztetett. A klímaváltozás azonban veszélyt jelenthet a havasi csókákra, mivel felfelé tolódik a számára szükséges alpesi élőhelyek határa.

## Előfordulása
A havasi csóka Spanyolország hegyvidékein, és azoktól kelet felé haladva Dél-Európa hegységeiben és az Alpokban, Közép-Ázsián át a Himalája hegyvonulatáig és Nyugat-Kínáig fészkel. Vannak állományai Marokkóban, Korzika szigetén és Krétán. Egész elterjedési területén állandó lakónak számít, nem vándorol, bár a marokkói állománya Málagánál, Dél-Spanyolországban hozott létre egy kisebb csoportot, valamint kóborló egyedeik felbukkanhatnak Csehország, Gibraltár, Lengyelország, Magyarország, Portugália és Szlovákia, valamint Ciprus területén. Magyarországon az első és eddig egyetlen példányt Molnár Lajos fogta be, és preparálta ki. Ez bizonyítja, hogy a madárfaj időnként előfordul hazánkban is.
Élőhelyét tekintve a magasabb hegyvidékek lakója. Általában 1200-3000 méter tengerszint feletti magasságokban költ Európában, 2900-3900 méteres magasságban fészkel Marokkóban és 3500-5000 méteres magasságokban fészkel a Himalája vidékén. Fészkét feljegyezték már 6500 méteres tengerszint feletti magasságon is, magasabban, mint bármely más madárfajét, amellyel még a havasi varjút is lekörözi, amelynek étrendje kevésbé alkalmazkodott a magaslati körülményekhez. A Csomolungma közelében is megfigyelték hegymászók mintegy 8200 méteres magasságban.
Sziklaüregekben, repedésekben, hasadékokban fészkel olyan sziklafalakon, melyek javarészt megközelíthetetlenek, bár egyes helyeken előfordulhat, hogy mezőkön, a föld üregeiben ver tanyát. Nyílt terepeken szeret táplálkozni, mint amilyenek például az alpesi rétek, a köves vízfolyások, egészen az erdősültség határáig, vagy lejjebb és telente gyakran emberi településeknél, síközpontoknál, hoteleknél és egyéb, turisták által látogatott helyek közelében verődik csapatokba. A vendégek körében igen népszerű az a szokása, hogy a hotelek ablakában várakozik táplálékra, ám ezt a hotelek tulajdonosai nem igazán kedvelik.

## Rendszertana
A havasi csókát Carl von Linné írta le először, 1766-os kiadású Systema Naturae című művében, Corvus graculus néven. Jelenlegi nemzetségébe (Pyrrhocorax) Marmaduke Tunstall angol ornitológus helyezte át Ornithologia Britannica című művében a nem egyetlen másik fajával, a havasi varjúval (P. pyrrhocorax) együtt. Korábban úgy gondolták, hogy a havasi csókák legközelebbi rokonai a varjak (Corvus), azon belül is Coelus alnembe tartozó csókák, ám a DNS-vizsgálatok és a citokróm-b analízis azt mutatja, hogy a Pyrrhocorax nem a Temnurus temnurus madárfajjal együtt igen korán levált a varjúfélék Corvidae családjáról.
A nem neve a görög πύρρος (pürrosz) szóból ered, melynek jelentése láng színű, valamint ennek második tagja a görög κόραξ (korax), azaz holló szóból ered. A faj nevét adó graculus utótag a latin csóka jelentésű szóból ered. Jelenlegi tudományos elnevezését régebben gyakran használták a havasi varjakra is.
A havasi csókáknak két alfaja létezik:
- A P. g. graculus, mint névadó faj, mely Európában, Észak-Afrikában, a Kaukázus vidékén és Irán északi részein őshonos;[2] valamint a
- P. g. digitatus, melyet Wilhelm Hemprich és Christian Gottfried Ehrenberg német természettudósok írtak le először 1833-ban,[16] P. alpinus var. digitatus néven; ez a madárfaj nagyobb testalkatú és erősebb lábú,[2] mint a névadó faj. Ázsiában költ, a Himalája vidékén.[17]

A morvaországi Ferdinand Stoliczka, cseh paleontológus különválasztotta a Himalája vidékén élő madarakat egy harmadik alfajra, melyet P. g. forsythi néven nevezett el, ám ezt nem ismerték el szélesebb körben és gyakorta csak a digitatus alfaj szinonimájaként emlegették. A pleisztocén kori rétegekben talált leletek közül a havasi csókához hasonló maradványokat időnként P. g. vetus néven kategorizálják be.
Az Ausztráliában élő szarkavarjú (Corcorax melanorhamphos) csőrének hasonló alakja és fekete tollazata ellenére csak nagyon távoli rokona a valódi varjúféléknek.

## Megjelenése
A havasi csóka felnőtt egyedének fényes, fekete tollazata, írisze sötétbarna, rövid sárga csőre és vörös színű lába van. Némileg kisebb, mint a havasi varjak, testhossza 37–39 cm-es, ebből 12–14 cm hosszúságú a farktolla, szárnyfesztávolsága 75–85 cm. A havasi varjúnál hosszabb farka van, ugyanakkor szárnya rövidebb, de hozzá hasonlóan lendületes és könnyed röptű madár. A hímek és a tojók megjelenése hasonló, ám a hímek egy kicsivel nagyobb testűek. A fiatal példányok tollazata fakóbb, csőrük halványsárga, lábuk barnás színezetű. A havasi csókákat aligha lehet összetéveszteni más hasonló kinézetű madárfajokkal, ugyan elterjedési területük közös a csókákéval és a havasi varjakéval, ám a csókák kisebbek, tollazatuk szürkés színezetű, a havasi varjaknak pedig hosszú vörös csőrük van.
A P. g. digitatus alfaj némileg nagyobb, mint a névadó faj, és 191-244 gramm testtömegű, szemben a P. g. graculus 188-252 grammos testtömegével, továbbá lába erősebb. Ez az úgynevezett Bergmann-szabállyal vág egybe, amely szerint a nagyobb madarak nagyobb magasságokban élhetnek, hidegebb és szárazabb körülményeket is képesek elviselni. Végtagjaik, csőrük és lábuk hosszabb lenne a melegebb éghajlatú területeken, az Allen-szabály szerint. A hőmérsékleti különbségek azok, amelyek a havasi csókák eltérő testméretét befolyásolják.
A havasi csókák röpte gyors és akrobatikus, ritkább, de nagyobb szárnycsapásokkal. Nagyobb manőverezőképességet érnek el farktollaik kitárásával és szárnyaik behajlításával, valamint kihasználják a sziklafalak közelében felfelé áramló légáramlatokat. Repülés közben is megkülönböztethető a havasi varjaktól, mivel kevésbé szögletesek szárnyai, és hosszabb farktollai kevésbé négyszögletűek.

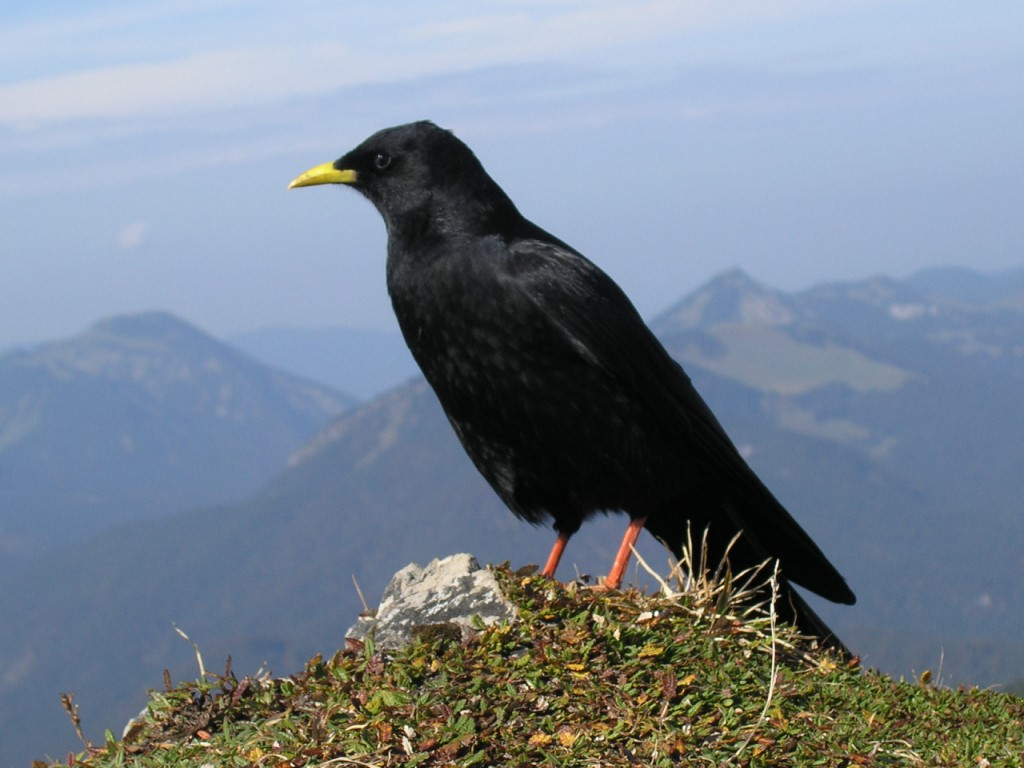
A havasi csóka habitusa
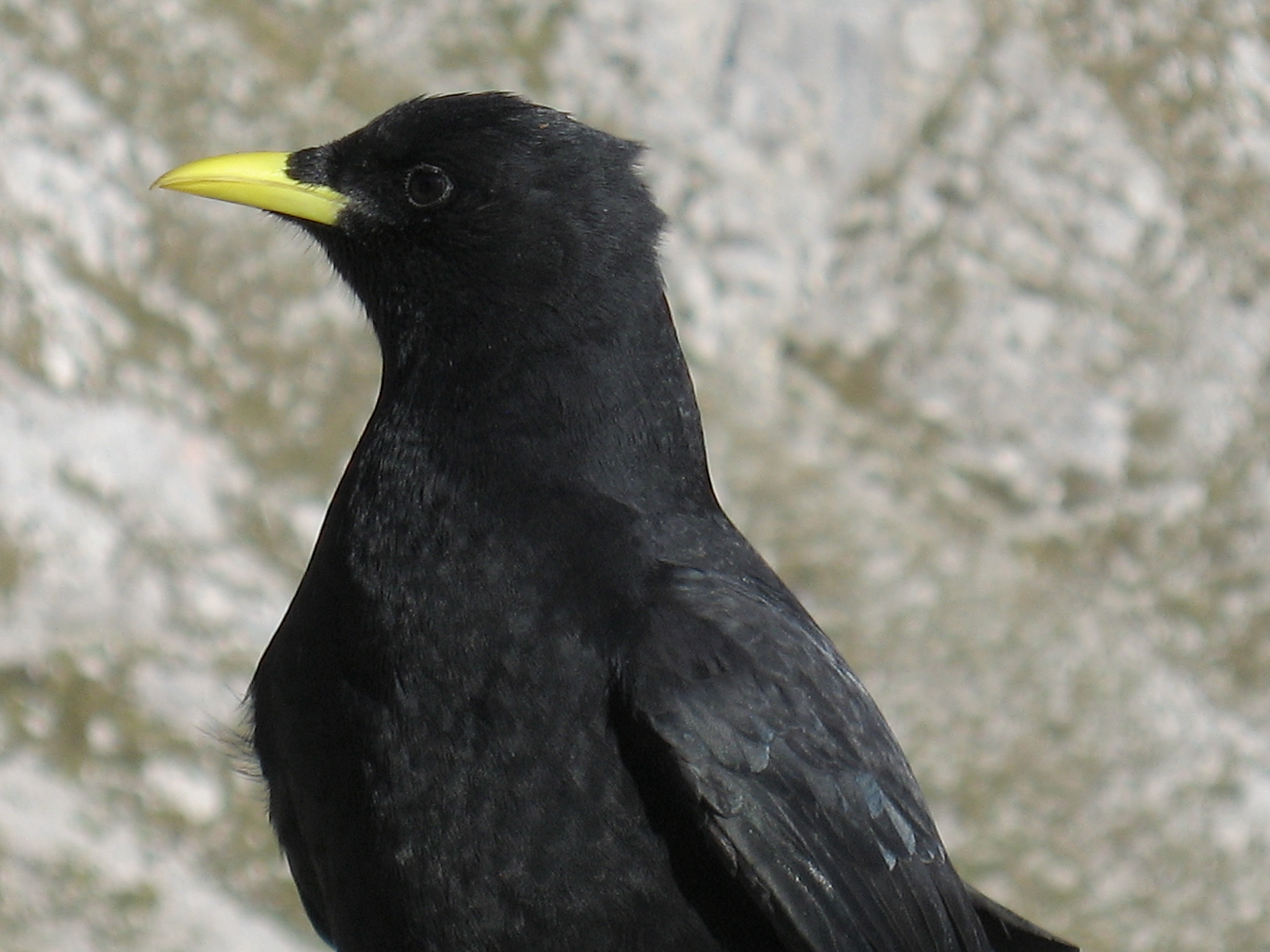
Portré
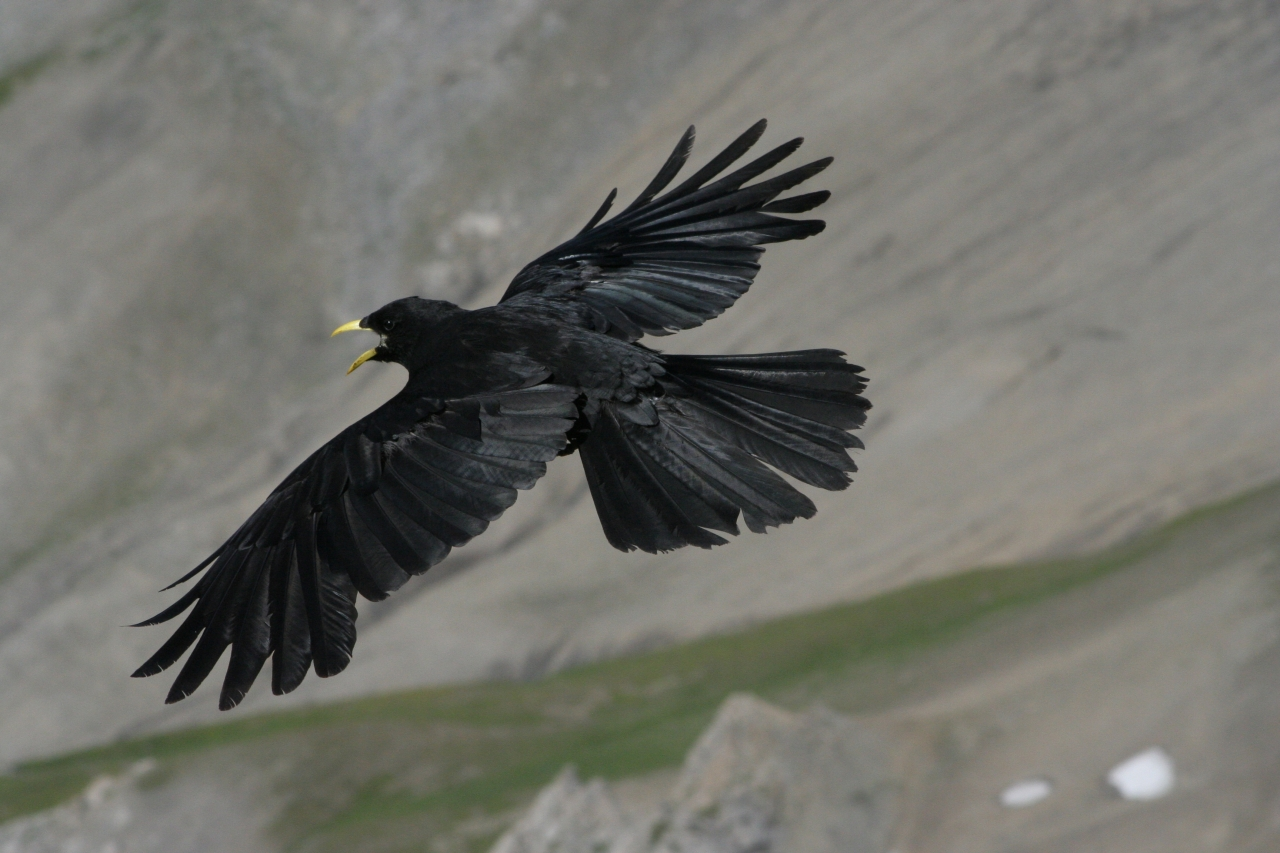
Repülés közben
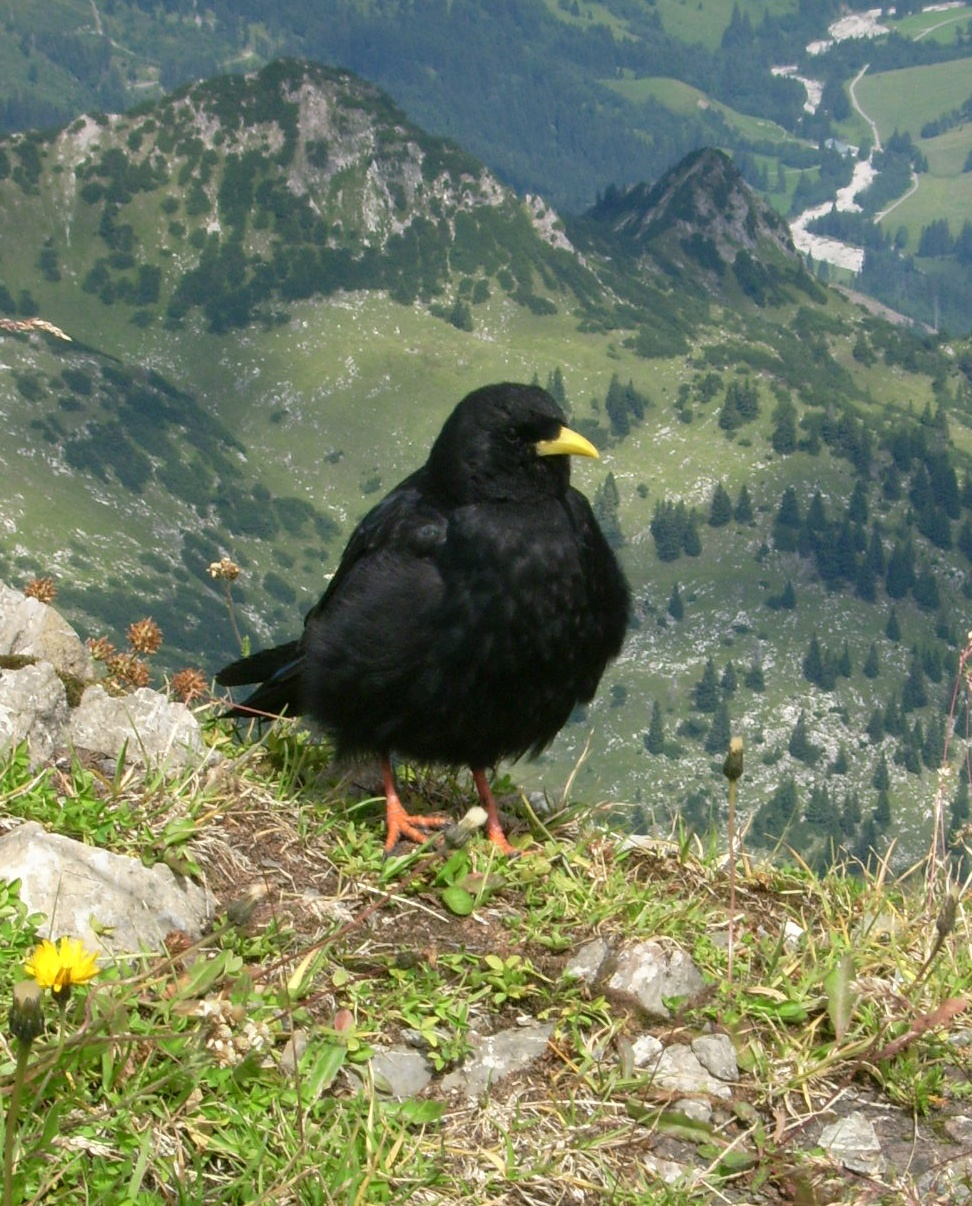
Táplálékkereséskor előnyben részesíti az alacsony füvű alpesi réteket

## Életmódja
Rovarokkal, pókokkal és apró gerincesekkel táplálkozik, de megeszi a magvakat és gyümölcsöket is. Állandó, nem vonuló madár, de élelemhiány vagy nagy hideg esetén lehúzódik az alacsonyabb részekre és a lakott helyeket sem kerüli el. Turisták által gyakran látogatott helyeken az emberrel barátságos és akár kézből is elfogadja a táplálékot.

### Táplálkozása

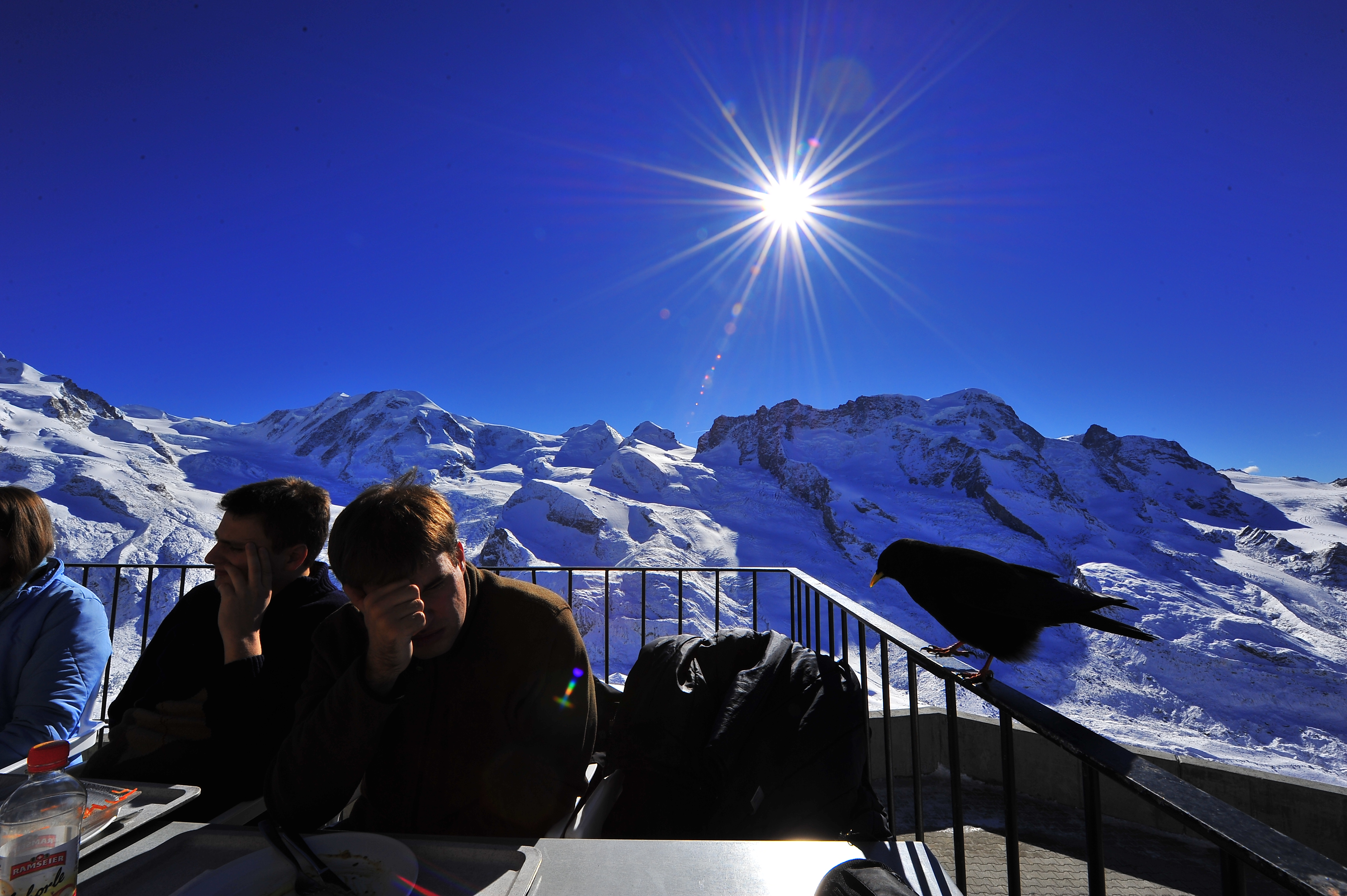
Szívesen táplálkoznak emberek látogatta helyek közelében

Nyáron a havasi csókák főleg gerinctelen állatokkal táplálkoznak, melyeket az alpesi réteken, legelőkön gyűjtenek. Ilyenek például a Selatosomus aeneus nevű és az Otiorhynchus morio bogárfaj tagjai, melyeket a csókák köpeteiből sikerült kimutatni. Ezen kívül a havasi csókák csigákat, szöcskéket, hernyókat és legyek lárváit fogyasztják. Étrendjük ősszel, télen és tavasszal főleg gyümölcsökből áll, mint amilyen a déli ostorfa (Celtis australis) termése és a homoktövisfélék, valamint a csipkebogyó. Szívesen fogyasztják az ember által termesztett gyümölcsfák terméseit is, ahol az elérhető, mint amilyen például az alma, a szőlő, vagy a körte. Megfigyelték, hogy havasi varjak fogyasztották a kárpáti sáfrány porzóit, feltehetően a benne található kartenoidok miatt.
A havasi csókák szívesen fogyasztanak olyan eredetű élelmet is, amelyek a turisták után maradtak hátra például síterepeken, szeméttelepeken és piknikező helyek közelében. Ahol az ember által hátrahagyott élelemmel tudják kibővíteni téli étrendjüket, ott a havasi csókák nagyobb csapatokba tömörülnek telente, ezekben túlnyomórészt fiatalabb madarak vannak. A fiatal egyedek a leggyakoribb látogatók azokon a területeken is, ahol nagyobb mennyiségben van ennivaló, mint például szeméttelepek közelében. Hasonlóan a többi csókához és egyéb varjúfélékhez, a havasi csóka is elrejt ennivalót hasadékokban és repedések mélyén, hogy később ezen élelemraktárából tudjon táplálkozni.
E madárfaj mindig csapatokban táplálkozik, melyek nagyobb létszámúak télen, mint nyaranta, és mindig állandó összetételűek. Azokon a helyeken, ahol az élelem forrásai korlátozottak, ott a felnőttek dominálnak a fiatal egyedek felett és a hímek jutnak előbb élelemhez a nőstények előtt. A táplálkozási területek magassága az év folyamán állandóan változik, melyet éghajlati tényezők, valamint a táplálék mennyisége és minősége befolyásol. A költési időszak alatt e madárfaj egyedei inkább a fahatár fölött maradnak, ugyanakkor igénybe veszik azon élelem forrásokat, melyeket a turisták hagytak hátra táborhelyeiken alacsonyabb szinteken, vagy szemétlerakókban.
Az alsóbb részekre való ereszkedés az első havazásokat követően következik be és a hóvastagság növekedésével egyre inkább a völgytalpak felé húzódnak, jóllehet éjszakára visszatérnek fészkeikre. Márciusban és április során a havasi csókák gyakori látogatók a falvakban, vagy a nagyobb hómentes területeken, mielőtt visszatérnének a magasabban fekvő alpesi rétekre. A havasi csókák táplálékszerző körútjai átlagosan 20 kilométert tesznek ki és eközben mintegy 1600 méteres szintkülönbséget érintenek e madarak. Az Alpokban a 3000 méter feletti síelés egyre nagyobb elterjedése miatt vannak olyan egyedek, melyek télire is fenn maradnak nagyobb magasságokban.
Ahol az élőhelyeknek átfedései vannak, ott a havasi csókák gyakran a havasi varjakkal együtt táplálkoznak, bár a két faj között csak korlátozott verseny van az élelemért. Egy olasz tanulmány kimutatta, hogy a havasi varjak téli étrendje főleg a tyúktaréj (Gagea) növénynemzetség hagymáinak föld alóli kiásására és elfogyasztására épül, míg a havasi csókák csipkebogyót és más bogyókat is fogyasztanak. Júniusban a havasi varjak főleg hernyókkal táplálkoznak, míg a havasi csókák a lószúnyogok bábjait is elfogyasztják. Később a nyár folyamán a havasi csókák jelentős mennyiségű szöcskét fogyasztanak, míg a havasi varjak ekkor térnek rá a lószúnyogok bábjaira, valamint egyéb bogarak fogyasztására. A Himalája keleti részén a havasi csókák novemberben megjelennek a borókaerdőkben és a borókák bogyóival táplálkoznak, mellyel eltérnek az ugyanazon vidéken élő és ugyanabban az időszakban mással táplálkozó havasi varjaktól, melyek a falvak körüli teraszos legelőket túrják fel élelem után kutatva.

### Természetes ellenségei
A havasi csókákra vándorsolymok, szirti sasok, és uhuk vadásznak, míg a fiókákat hollók ejtik el. Az a viselkedése, amely szerint több madár csapatokba verődik, vélhetően amiatt alakult ki, mert így jobban képesek megvédeni a tojásokat és a fiókáikat.
A havasi csókákat számos bolhaféle választhatja gazdaállatnak, mint például a Ceratophyllus vagabunda és a Frontopsylla frontalis, valamint a F. laetus is. Galandférgek is megtelepedhetnek bélrendszerükben, mint például a Choanotaenia pirinica, valamint rágótetvek is élősködhetnek a havasi csókákon, például Brueelia, Menacanthus, vagy Philopterus.

## Szaporodása

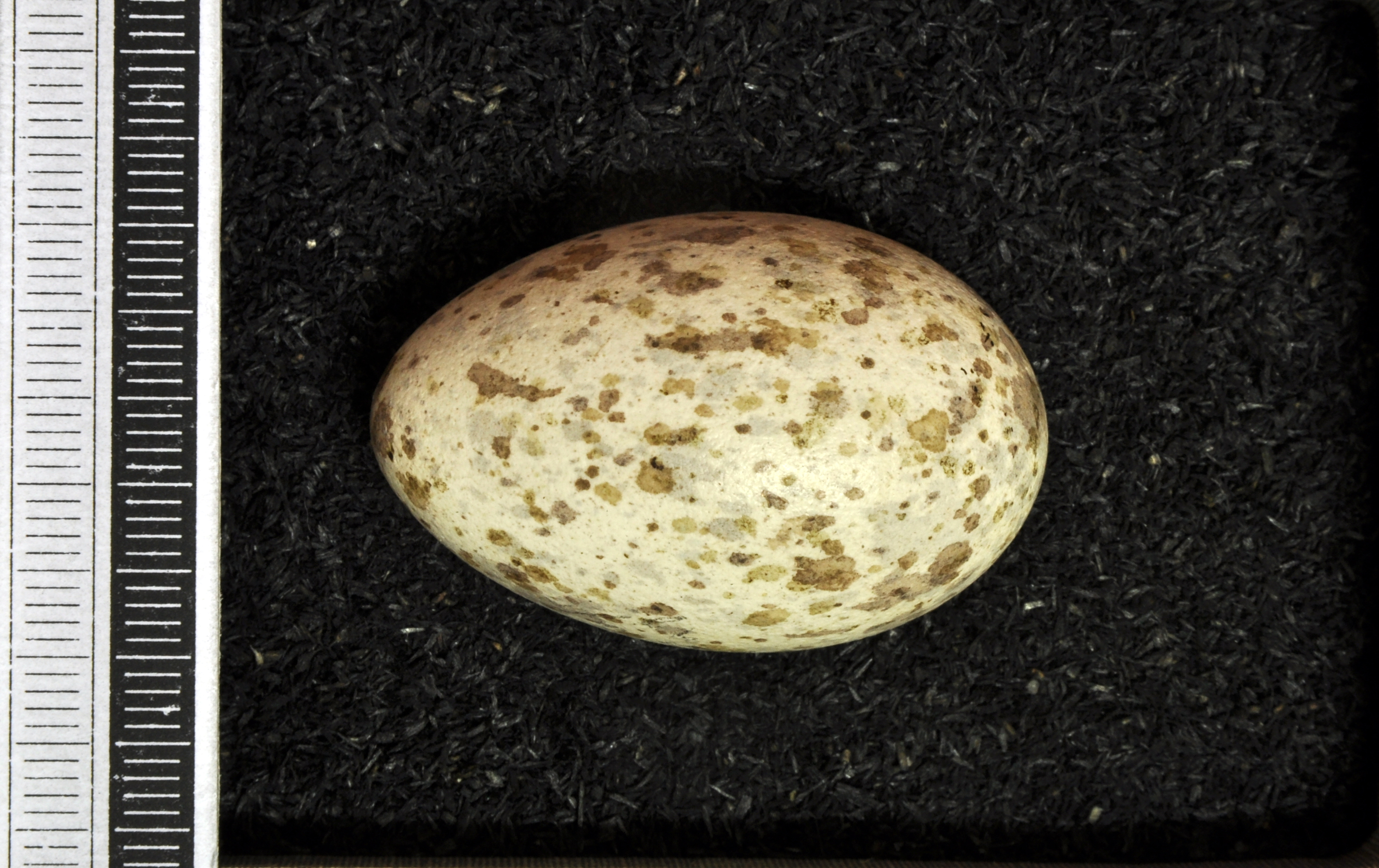
Havasi csóka tojása

A havasi csóka monogám típus, párjához hűségesen ragaszkodik és évről évre együtt maradnak. A költési időszak általában május elején kezdődik. A havasi csóka nem kolóniákban fészkel, de, amennyiben a környezeti sajátosságok lehetővé teszik, akkor egymás közelében építenek fészket. Nagy méretű fészkét sziklapárkányokon, üregekben, sziklák repedéseiben, mélyedéseiben, vagy elhagyatott épületeken készíti el, gyökerekből, ágakból és elszáradt növényi részekből építi, és fűvel, apró gallyakkal, vagy szőrrel béleli azokat. A fészekalj 3-5 fényes, piszkosfehér vagy krémszínű, zöld és barnás pettyekkel tarkított tojásból áll, melyek 3,4 cm hosszúak és 2,5 cm átmérőjűek. A tojó 14-21 napig kotlik a tojásokon, mielőtt a fiókák kikelnének. A frissen kikelt fiókáknak sűrű pelyhes tollazatuk van, ellentétben a havasi varjak fiókáival, melyek csaknem csupaszon kelnek ki. A fiókáknak a kikeléstől számított 29-31 nap alatt fejlődik ki tollazatuk. A fiókákat mindkét szülő táplálja, ám ebben segíthetnek nekik olyan fiatal, már kiröpült egyedek is, melyek csatlakoznak hozzájuk. A magasabb területeken azért tudnak költeni a havasi csókák, mert tojásaik héja kevesebb pórust tartalmaz, mint az alacsonyabb térségekben élő madárfajok tojásai és a kisebb párolgás miatt így kevesebb vizet veszítenek az alacsony nyomású környezetben. Az embriók vérében már ilyenkor is megtalálható a hemoglobin, amely elősegíti az oxigénfelvételt.
Az olasz Alpok nyugati részén a havasi csókák többféle helyen fészkelnek, mint a havasi varjak, mert a sziklapárkányokon, hasadékokon és üregeken kívül igénybe veszik az elhagyatott épületeket is, míg az ezen a területen élő havasi varjak kizárólag természetes eredetű fészkelőhelyeken költenek, jóllehet elterjedési területének más részein viszont a havasi varjak is fészket raknak az elhagyatott épületeken. A havasi csókák mintegy egy hónappal később rakják le tojásaikat, mint a havasi varjak, bár a költés sikere és a párosodási viselkedés hasonló mindkét fajnál. A hasonlóságok e két madárfaj közt feltehetően onnan erednek, hogy ugyanazon környezeti korlátok között kénytelenek párosodni.
Egy tanulmány azt vizsgálta, hogy az Európa különböző pontjain élő állománya a havasi csókáknak fészekaljak tekintetében milyen téren tér el, és megállapították, hogy az átlagos fészekalj 3,6 tojásból áll, melyből átlagosan 2,6 fióka kel ki és csak 1,9 egyed éli meg tollazata teljes kifejlődését. A felnőtt egyedek túlélési arányai 82 és 92 százalék közt mozognak, melynél nem mutatkozik különbség a nemek között. Az első éves fiatal egyedek túlélési aránya 77 százalék, ami alacsonyabb, mint a kifejlett példányoké. A turisták által és az emberi közreműködésből származó élelmiszertöbblet nem befolyásolja érdemben a költés sikerét.

## Védettsége
Az IUCN Vörös Listáján szerepel, mint nem veszélyeztetett faj. Európában biztos állományú faj. Magyarországon védett, természetvédelmi értéke 25 000 Ft.
A havasi csókának kiterjedt, ám helyenként igencsak tagolt elterjedési területe van, melyet 1 és 10 millió négyzetkilométerre becsülnek, azonban mintegy 3 540 000 négyzetkilométernyi területen fordulhat elő. Populációját mintegy 390 000 és 930 000 egyed közé teszik csak Európában. Világszerte összesen 796 000 és 3 720 000 egyed közé teszik a szakértők a havasi csókák számát. A Korzika szigetén élő népességét mintegy 2500 példányra becsülik. Elterjedési területének mérete, valamint becsült populációjának egyedszáma miatt a faj nem veszélyeztetett státuszú az IUCN Vörös listáján (melynek feltétele lenne, többek közt, hogy egyedszáma 10 éven, vagy három generáción belül 30 százaléknál nagyobb mértékben csökkenjen.)
A jégkorszaki jégtakaró legnagyobb kiterjedése idején, azaz mintegy 18 000 évvel ezelőtt Dél-Európát hideg éghajlatú, nyitott élőhelyek borították és a havasi csóka megtalálható volt egészen a mai Olaszország legdélebbi részein is, jóval mai elterjedési területén kívül. Néhány populáció ezek közül a periférián élő, történelem előtti madárcsoportok közül csak az utóbbi pár száz évben pusztult ki. A lengyel Tátra vidékén, ahol népessége túlélte az utolsó jégkorszak óta eltelt időszakot, a 19. század után már nem találták meg, mint fészkelő madarat. Bulgáriában költőhelyeinek száma 77 darab volt az 1950 és 1981 közti időszakban, ám ez 14-re csökkent az 1996-2006 közti periódusban és a kolóniákban élő párok száma is jelentősen visszaesett. Az egyedszám csökkenésének oka feltételezhetően a nyílt, füves térségek csökkenése volt, mivel a legeltető állattartás csökkenése miatt a korábban rövidre legelt területeket visszahódították a bokros-bozótos növénytakarók. A táplálkozási helyeit az emberi tevékenységek is veszélyeztetik, mint például a síközpontok építése, vagy egyéb idegenforgalmi, vagy más célú beépítése a korábbi alpesi réteknek. Azokon a helyeken, ahol a hagyományos alpesi legeltetés napjainkban is fennmaradt, ott állománya stabil, vagy növekedésnek indult, ugyanakkor azokon a területeken, ahol az extenzív mezőgazdasági termelés tért hódít, ott helyi állományai csökkenésnek indulnak, vagy akár teljesen el is tűnnek. Ilyen terület például Bretagne, Skócia, vagy Délnyugat-Portugália.
A havasi csókák állományait veszélyezteti a rovarölő szerek és a nehézfémek felgyülemlése testükben, valamint a heves esőzések, a kilövés, valamint a különböző zavaró emberi tevékenységek. Hosszabb távon fenyegetést jelent az állomány számára a globális felmelegedés, amely az alpesi klímát kedvelő fajok számára életterük csökkenését hozhatja el azáltal, hogy egyre magasabbra kerül a hegyvidéki éghajlat határa a melegedés miatt, vagy akár helyenként meg is szűnik. A Kanári-szigetek hegyvidékein minden csókaféle kövületei előkerültek, így például a havasi csóka leletei is. A havasi varjú élőhelyének csökkenéséhez, valamint a havasi csókák ottani kipusztulásához feltehetően az éghajlat megváltozása, valamint az emberi tevékenységek is hozzájárultak.

## Fordítás
- Ez a szócikk részben vagy egészben  az   Alpine cough című angol Wikipédia-szócikk ezen változatának fordításán alapul.  Az eredeti cikk szerkesztőit annak laptörténete sorolja fel. Ez a jelzés csupán a megfogalmazás eredetét és a szerzői jogokat jelzi, nem szolgál a cikkben szereplő információk forrásmegjelöléseként.